# فيرميلاب

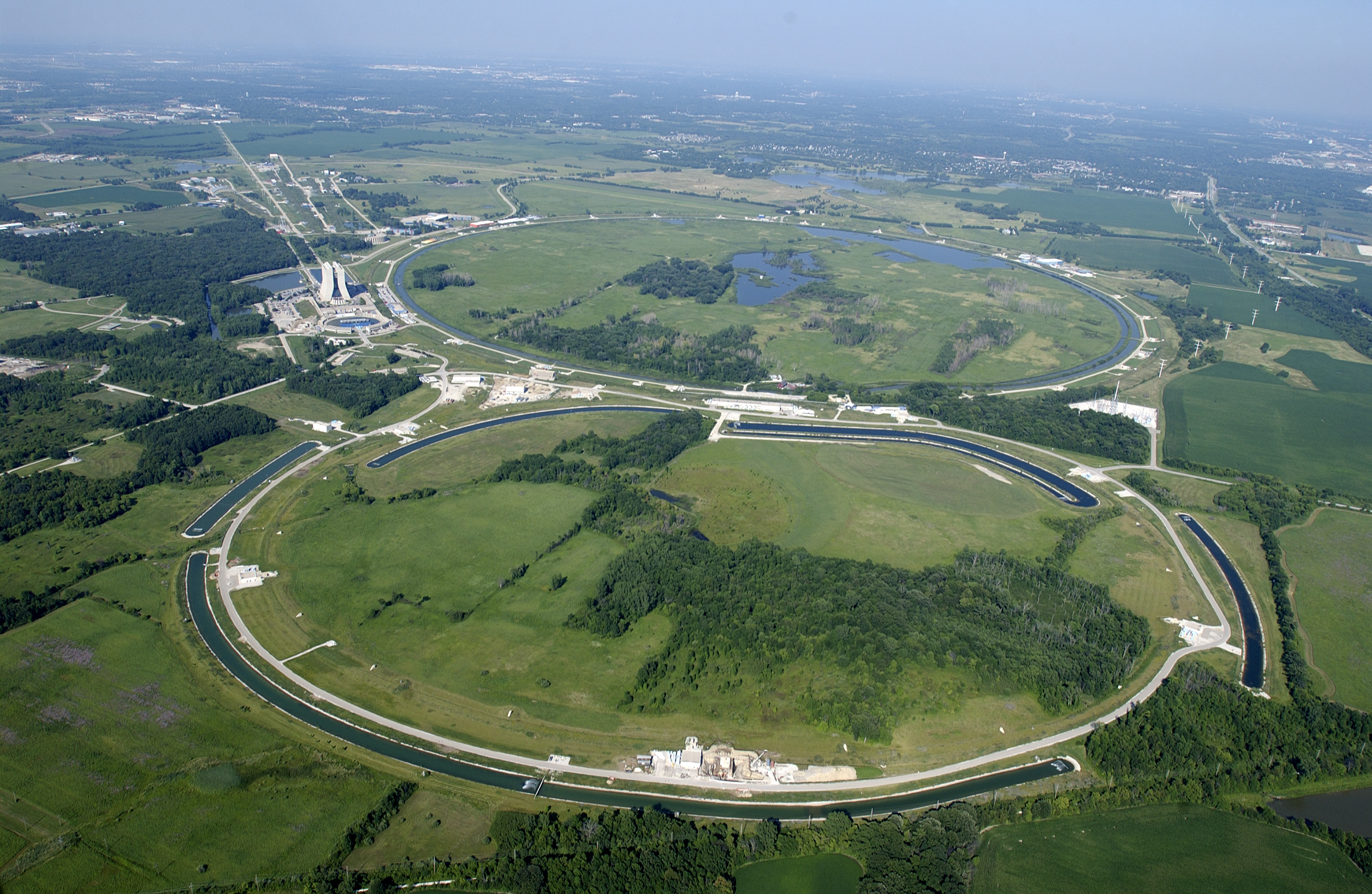
مشهد لمعجل الجسيمات في مختبر فيرميلاب

فيرميلاب (بالإنجليزية: Fermilab أو Fermi National Accelerator Laboratory)‏ هو مختبر أبحاث وطني يقع قرب شيكاغو بالولايات المتحدة الأمريكية يتبع لوزارة الطاقة الأمريكية وهو خاص بأبحاث فيزياء الجسيمات عالية الطاقة.
يوجد في مختبر فيرميلاب معجل الجسيمات تيفاترون وهو ثاني أكبر معجل جسيمات في العالم، حيث يبلغ محيطه 6.3 كم (بينما أكبر معجل جسيمات في العالم هو مصادم الهدرونات الكبير التابع لوكالة سيرن والذي يبلغ طول محيطه 27 كم).
«مختبر مسرع فيرمي الوطني» (فيرميلاب)، الواقع في الجزء الخارجي من باتافيا، إلينوي، بالقرب من شيكاغو، هو مختبر وطني تابع لوزارة الطاقة الأمريكية متخصص في فيزياء الجسيمات عالية الطاقة. منذ عام 2007، يُدار فيرميلاب من قبل «تحالف أبحاث فيرمي»، وهو مشروع مشترك بين جامعة شيكاغو و«جمعية أبحاث الجامعات» (يو آر إيه). فيرميلاب هو جزء من «خط إلينوي للتكنولوجيا والأبحاث».
قبل تشغيل «مصادم الهدروانت الكبير» (إل إتش سي) في عام 2008 بالقرب من جنيف، سويسرا، كان مسرع الجسيمات «تيفاترون» التابع لفيرميلاب أقوى مسرع للجسيمات في العالم، إذ كان يسرع البروتونات المضادة إلى طاقات تبلغ 500 جيجا إلكترون فولت، وينتج تصادمات بين البروتونات بطاقة تصل إلى 1.6 تيرا إلكترون فولت، وهو أول مسرع يصل إلى طاقة «تيرا إلكترون فولت» واحد. بمحيط 3.9 ميل (6.3 كيلومتر)، كان رابع أكبر مسرع جسيمات في العالم من حيث المحيط. كان أحد أهم إنجازاته هو اكتشاف «الكوارك القمي» عام 1995، الذي أُعلنت عنه فرق البحث باستخدام «مكشاف مصادم فيرميلاب» (سي دس إف) و«مكشاف دي زيرو» الخاصين بتيفاترون. جرى إيقاف تشغيل تيفاترون عام 2011.
بالإضافة إلى دراسة فيزياء التصادمات عالية الطاقة، يستضيف فيرميلاب تجارب أهداف ثابتة وتجارب جسيمات النيوترينو، مثل «ميكروبون» (تجربة المعزز المايكرو للنيوترينو)، و«إن أوه نيو إيه» (تجربة كشف النيوترينو المُنزاح عن المحور لمشروع النيوترينوات في الحاقن الرئيسي إن يو إم آي)، وتجربة «سيكويست». تشمل تجارب النيوترينو المُنجزة تجربة «مينوس» (بحث تذبذب النيوترينو للحاقن الرئيسي) و«مينوس بلس» و«مينيبون» و«سايبون» (تجربة معزز سايبار للنيوترينو). كان مكشاف مينيبون عبارة عن كرة قطرها 40 قدمًا (12 مترًا) تحتوي على 800 طن من الزيت المعدني مبطنة من الداخل بـ 1520 صمام تضخيم ضوئي. كان يُكشف ما يقدر بنحو مليون نيوترينو كل عام. وُضع سايبون مقابل شعاع النيوترينو الخاص بمينيبون لكنه تمتع بقدرات تتبع دقيقة. تستخدم تجربة إن أوه نيو إيه، شعاع مشروع «إن يو إم آي» (النيوترينوات في الحاقن الرئيسي) الخاص بفيرميلاب، الذي استخدمته تجربة مينوس في السابق. يتضمن هذا المشروع إطلاق شعاع مكثف من النيوترينوات لتسافر مسافة 455 ميلًا (732 كيلومتر) عبر الأرض إلى «منجم سودان» و«نهر آش»، في مينيسوتا، موقع كاشف إن إوه نيو إيه البعيد.
في المجال العام، فيرميلاب هو موطن لمشروع استعادة النظام البيئي لسهوب البراري المحلية ويستضيف العديد من الأحداث الثقافية، مثل محاضرات العلوم العامة والندوات والحفلات الموسيقية الكلاسيكية والمعاصرة والرقص الشعبي والمعارض الفنية. الموقع مفتوح من الفجر حتى الغسق للزوار الذين يقدمون هوية صالحة سارية المفعول.
أطلق على أحد الكويكبات اسم «11998 فيرميلاب» تكريمًا للمختبر.

## نظرة تاريخية
كانت منطقة وستون، إلينوي، مجتمعًا بجوار باتافيا، قام مجلسها القروي بالتصويت لحلها في عام 1966 لتوفير موقع لبناء فيرميلاب.
تأسس المختبر في عام 1969 باسم «مختبر المسرع الوطني». أُعيد تسميته تكريمًا للفيزيائي «إنريكو فيرمي» في عام 1974. كان الفيزيائي «روبرت راثبون ويلسون» أول مدير للمختبر، الذي أشرف على افتتاحه قبل موعه النهائي وضمن حدود الميزانية. العديد من التماثيل الموجودة في الموقع هي من صنعه وسُمي مبنى المختبر الشاهق على اسمه، الذي أصبح شكله الفريد رمزا لفيرميلاب والذي يعد مركز النشاطات في حرم المختبر.
استقال ويلسون من منصبه في عام 1978 احتجاجًا على نقص تمويل المختبر، تولى الفيزيائي «ليون إم. ليدرمان» المنصب الإداري. تحت إشرافه، استُبدل المسرع الأصلي بمسرع تيفاترون، القادر على إجراء تصادمات بين البروتونات والبروتونات المضادة بطاقة أجمالية تبلغ 1.96 تيرا إلكترون فولت. استقال ليدرمان من منصبه عام 1989 وحافظ على منصبه كمدير فخري. سُمي مركز تعليم العلم في الموقع على شرفه.
في ما يلي أسماء المديرين اللاحقين للمختبر:
1. «جون بيبولز»، من 1989 حتى 1996
2. «مايكل إس. ويذرل»، من يوليو 1999 حتى يونيو 2005
3. «بييرماريا أودون»، من يوليو 2005 حتى يوليو 2013
4. «نايجل لوكيير»، من سبتمبر 2013 حتى الوقت الحاضر.[7]

يواصل فيرميلاب المشاركة في عمل مصادم الهدرونات الكبير (إل إتش سي)؛ فهو يمثل موقع المستوى 1 في شبكة الحوسبة العالمية للمصادم.

## اقرأ أيضا
- مكشاف مصادم فيرميلاب
- مصادم الهادرونات الكبير
- سينكروترون البروتونات
- مختبر لورانس ليفرمور الوطني